# Parque Deportivo Colón
El Parque Deportivo Colón es la sede del equipo de béisbol Chileros de Xalapa que participa en la Liga Invernal Veracruzana; ubicado en la ciudad de Xalapa, Veracruz, México.
Dicho inmueble con capacidad para 5,000 espectadores, se convirtió en la casa del equipo xalapeño a partir de la temporada 2005-2006, cuando formaron parque de la segunda etapa de la Liga Invernal Veracruzana. 
Fue rehabilitado en el año 2015 por parte del Ayuntamiento de Xalapa.